# رود ترشکا
رود ترشکا (انگلیسی: Tereshka) یک رودخانه در استان ساراتوف کشور روسیه است.